# Cacopsylla myrtilli
Cacopsylla myrtilli är en insektsart som först beskrevs av Wagner 1947.  Cacopsylla myrtilli ingår i släktet Cacopsylla och familjen rundbladloppor. Arten är reproducerande i Sverige. Inga underarter finns listade i Catalogue of Life.